# Carl Corbach
Carl August Corbach (* 16. März 1867 in Lütgendortmund; † 11. Juni 1947 in Sondershausen) war ein deutscher Violinvirtuose, Orchesterleiter und Leiter der Hochschule für Musik in Sondershausen.

## Leben
Als Sohn eines musischen Vaters wurde sein Talent seit frühester Kindheit gefördert. Bereits im Alter von 10 Jahren trat er in öffentlichen Konzerten auf. Durch die Übersiedlung nach Köln 1881 hatte er die Möglichkeit, das Konservatorium zu besuchen. Nach vierjährigem Studium hatte er die Grundlage für seine späteren Erfolge gelegt.
Als Konzertmeister in Hamburg (1889) und St. Petersburg (1890) konnte er Erfahrungen in großen Orchestern sammeln. Der internationale Ruf des Loh-Orchesters zog ihn 1891 nach Sondershausen, wo er für 56 Jahre eine Wirkungsstätte und Heimat fand.

Unter dem Leiter des Orchesters, Professor Carl Schroeder, übernahm er die Stelle des 1. Konzertmeisters. Der Fürst der kleinen Residenzstadt ernannte Carl Corbach am 7. August 1901 zum Hofkonzertmeister. Die Ehrung setzte sich 1906 fort durch die Verleihung von zwei wertvollen Violinen, einer Stradivari von 1715 und einer Amati von 1691. Als Lehrer am Konservatorium für Musik wurde er 1910 zum Professor berufen. Mit der Berufung zum Hofkapellmeister am 1. April 1911 wurde er (nach T. Ochs und R. Herfurth) zum Nachfolger von Carl Schroeder als Leiter der Kapelle und des Konservatoriums.

Die Anerkennung der Orchesterleistungen fand Ausdruck darin, dass 1912 die Franz-Liszt-Gesellschaft Berlin ein Musikfest in Sondershausen veranstaltete. 1913 wurde das Orchester zum Deutschen Tonkünstlerfest nach Berlin eingeladen.
In den Wirren der Nachkriegszeit galt es, die Traditionen des Orchesters fortzusetzen und das Konservatorium zu erhalten. Die öffentlichen Loh-Konzerte wurden 1919 wieder aufgenommen. Zur Pflege der Orchester- und Kammermusik veranstaltete Corbach 1921 ein Thüringisches Musikfest. Als in den 1920er Jahren durch die Inflation das Orchester in eine finanzielle Krise geriet, formulierte Corbach seine Aufgabe mit den Worten: „Getreu der Überlieferung erachte ich es als eine heilige Pflicht, den Ruf des Lohorchesters in erster Linie als Symphonieorchester jederzeit zu pflegen und hochzuhalten.“
Dass es ihm gelungen ist, beweist seine Aufnahme in die Königlich-Schwedische Akademie der Künste im Jahre 1930.
Die politischen Veränderungen führten dazu, dass 1933 ein Intendant für die Vereinigten Landestheater Gotha-Sondershausen eingesetzt wurde (Otto Wartisch), welcher gleichzeitig die Funktion eines Generalmusikdirektors des Loh-Orchesters hatte. Corbach musste die Orchesterleitung abgeben, er blieb aber noch bis Ende März 1938 Rektor des Konservatoriums. Corbach äußerte sich zu diesen Vorgängen: „Ich gehe schweren Herzens, aber da ich weiß, dass ich Großes geschaffen habe und dass andere nach mir Großes schaffen wollen, darum gehe ich ohne Groll.“
Corbach war in der Freimaurerei aktiv. Er war Mitglied der Nordhäuser Loge „Zur gekrönten Unschuld“ und ein „ständig besuchendes Mitglied“ der 1927 gegründeten Sondershäuser Loge „Schwarzburg zum Doppel-Adler“. Die deutschen Logen wurden 1935 verboten.
Am 8. April 1945 wurde Sondershausen durch anglo-amerikanische Bomber teilweise zerstört. Zu den Obdachlosen gehörte auch die Familie Corbach. Eine Zeitzeugin berichtet: „Nichts hatten sie retten können, nur der Herr Professor hielt einen schwarzen, rechteckigen Koffer mit zwei kostbaren Geigen, einer Amati und einer Stradivari, an sich gepreßt und gab ihn, den Koffer, nicht aus der Hand.“
Anna Luise, die letzte Fürstin in Sondershausen, stellte der Familie Corbach eine Wohnung im Schloss zur Verfügung. Für die Fürstin und die Hausbewohner spielte Carl Corbach manchmal noch privat. Zu Pfingsten 1947 erkrankte er an einer Lungenentzündung, die er nicht überlebte.
Carl Corbach heiratete zweimal. Aus seiner ersten Ehe mit Helene Burkardt (18. November 1864 – 29. Mai 1920) stammte die Tochter Hedwig (19. Januar 1893 – 1. März 1987), die mit dem Musiker Walter Nowack verheiratet war.
Anna-Katharina (Käthe) Hallensleben (26. Juni 1890 – 14. April 1974) heiratete er im August 1922. Das Gottschalcksche Haus war ihre letzte Wohnung.
Zum 100. Geburtstag von Carl Corbach 1967 wurden in einer Feierstunde in Sondershausen seine Verdienste gewürdigt:
„Mit seinen ausdrucksreifen Interpretationen der bedeutendsten Werke der Violinliteratur von der Klassik bis zur Moderne (Reger) und als Primarius eines Quartetts verschaffte er sich bald einen ebenso großen Ruf wie als Lehrer. Von überall, besonders aus den skandinavischen Ländern, selbst aus Amerika und Spanien kamen die jungen Geiger, weil Corbach dafür bekannt war, daß er seinen Schülern nicht nur ein solides technisches Rüstzeug zu vermitteln wusste, sondern auch der Entwicklung des rein Musikalischen größte Aufmerksamkeit schenkte ... Als Dirigent war Corbach alles andere als ein Pultvirtuose, seine Erfolge beruhten nicht auf einer übertriebenen Dynamik oder auf eigenwilliger Akzentuation, vielmehr waren Sachlichkeit und Werktreue, gepaart mit innerer Beteiligung, die markantesten Züge seiner Orchesterführung. Seine ganze Liebe gehörte Brahms. Da er noch unter dessen Leitung als junger Geiger gespielt hatte, hatten seine Interpretationen Brahmscher Sinfonien einen kaum überbietbaren Grad an Authentizität.“
Die Begegnungsstätte für Freunde der Kultur in Sondershausen trägt den Namen „Carl-Corbach-Klub“. Am ehemaligen Konservatorium für Musik wurde 1997 eine Gedenktafel angebracht. Die Grabstätte Carl Corbachs ist von der Stadt Sondershausen in Pflege genommen worden.